# じもトリップ
『じもトリップ しながわ流の楽しみ方』（じもトリップ しながわりゅうのたのしみかた）は、ケーブルテレビ品川・品川区民チャンネル（ch11)にて2016年4月から2017年12月まで放送されたミニ番組（散歩番組）。

## 概要
品川区は多くの商店街や小さな店が存在し、文化や歴史が息づく街。そのほとんどがこの地に住む人々の日常に溶け込んでいる。5分間のショートストーリー風に区内にある店舗や施設を紹介する。ちなみにタイトルバックに映っているのは、中延商店街（スキップロード）である。
2017年12月放送分をもって終了。

## 出演者
- 堀江聖夏（元AKB48で現在はセント・フォース所属のフリーアナウンサー。ちなみに彼女の祖父母はかつて北品川で天ぷら屋[注釈 2]を営んでいたことがあり、品川区に所縁がある[2]）

## 放映リスト
1. 「パワースポットにはまってます」北品川（品川神社→ブーランジェリー龍月堂（製パン店）→品川・船清） - 2016年4月
2. 「かえるワールドで験担ぎ」旗の台（立会川児童遊園→旗の台商店街・ FLAG-FLOG→ふれあいロード・うなぎ さゝ木） - 2016年5月
3. 「愛することが大好きです!」不動前（五反田文化センター→西五反田・Cafe Chocolapin）-2016年6月
4. 「夏に効く魔法!」大井町（しながわ水族館→大井町駅→大井三ツ又商店街・魔法の粉（和風薬膳ダイニング）） - 2016年7月
5. 「涼を求めて街にでよう!」東海道・品川宿（北品川商店街・尾張屋呉服店→一福桃） - 2016年8月
6. 「地元でプチ旅気分!」中延（中延商店街（スキップロード）・甲州屋陶器店→中延ねぶた祭り） - 2016年9月
7. 「芸術の秋?それとも…」大崎（O美術館→大崎西口商店会・Pasco→大崎図書館[注釈 3]前） - 2016年10月
8. 「歴史を感じる秋にしよう」池上通り（品川歴史館→大井・美味工房 くぼい） - 2016年11月
9. 「聖夜に瞬く天使たち」大井町駅（東大井・天華楽器→大井町駅西口イルミネーション） - 2016年12月
10. 「スポットライトに照らされて」目黒駅前（杉野学園衣装博物館→西五反田・ワイン酒場 ツキアカリ） - 2017年1月
11. 「恋に効く魔法」武蔵小山（星薬科大学薬用植物園→de bon coeur武蔵小山本店） - 2017年2月
12. 「卒業旅行のときのあの気持ち」天王洲アイル（東京海洋大学マリンサイエンスミュージアム→寺田倉庫G1ホール・DAVID BOWIE is CAFE[注釈 4]） - 2017年3月
13. 「ウキウキな日常」戸越銀座駅→戸越銀座商店街・ Meats Eater[注釈 5] - 2017年4月
14. 「ターミナルの輝き」品川駅前（アクアパーク品川→アトレ品川・アンテナアメリカ） - 2017年5月
15. 「梅雨でもスキップ🎵」中延商店街（スキップロード）（日本そば・あけの喬） - 2017年6月
16. 「夏を駆け抜けたい」大井競馬場 - 2017年7月
17. 「夏はやっぱりシーサイドでBBQ」しながわ区民公園(水上レストラン・ドルフイン） - 2017年8月
18. 「芸術の秋!食欲の秋!」大井町駅（積水ハウスミュージカルシアター　四季劇場「夏」→東大井・銭場精肉店） - 2017年10月
19. 「御殿山でクライミング!?」北品川（御殿山トラストシティ（御殿山庭園）→新馬場・Villars Climbing（ボルダリング・カフェ）） - 2017年11月
20. 「もっと、しながわを楽しもう!」戸越銀座（瓦割り道場石川商店→ピッツェリア恭子）→五反田ふれあい水辺広場前（目黒川みんなのイルミネーション）- 2017年12月（最終回）

※2017年9月期はセレクション放送。

## 放送時間
いずれもケーブルテレビ品川でのもの。内容は毎月1日に更新される。また、イッツ・コミュニケーションズ（iTSCOM）でも放送している。
- 2016年度
  - 毎日14:35 - 14:40、18:10 - 18:15、21:45 -21:50
- 2017年度
  - 毎日6:50 - 6:55、13:45 - 13:50、16:40 - 16:45